# Tamara Díaz Bringas
Tamara Díaz Bringas (Cuba, 1973-2022) fue una investigadora y curadora independiente cubana.

## Biografía
En 1996 se licenció en Historia del Arte por la Universidad de La Habana,  y al salir, inmediatamente entró a trabajar en Casa de las Américas, en La Habana, Cuba. Estuvo allí hasta 1999 en que llegó a Costa Rica. TEOR/ética abrió el 21 de junio de ese mismo año, y poco después de eso Virginia Perez-Rattón la invitó a incorporarse al equipo. Por lo que, entre 1999 y 2009 se desempeñó como curadora adjunta y coordinadora editorial en TEOR/éTica, San José.
Entré en octubre de ese año (1999), al principio trabajando medio tiempo en algo que Virginia decidió llamar entonces “apoyo teórico”. Al inicio era un poco de todo, con esa estructura bastante flexible que nos permita hacer muchas cosas: actividades públicas, grupos de lectura o encuentros para discutir y leer textos juntos. Luego creamos un espacio para exponer y discutir proyectos en proceso de artistas locales.
En el 2000, Virginia Perez-Rattón planificó Temas Centrales: Primer simposio centroamericano de prácticas artísticas y posibilidades curatoriales contemporáneas, en el cual colaboró y fue responsable de la edición de la publicación, este "fue el primer contacto importante con el arte centroamericano". Sobre su trabajo curatorial describe:
Mi primer proyecto en TEOR/éTica fue Múltiple que compartí con Luis Fernando Quirós en 2001 y luego Ciudad (In) Visible en 2002 y los momentos más importantes creo que fueron cuando compartí con Virginia la curadoría de Centroamérica y el Caribe para la bienal de Cuenca, Ecuador, en 2004, y sin duda Estrecho Dudoso, nuevamente con Virginia, en 2006, que fue el proyecto más ambicioso que produjimos desde TEOR/éTica con la participación de más de  ochenta artistas y colectivos, además de intervenciones en varios museos y espacios públicos.
En mayo de 2005 curó la exposición titulada Rastros: Una mirada cíclica a la obra de Rolando Castellón, en el Museo de Arte y Diseño Contemporáneo (MADC) de Costa Rica, una revisión antológica del artista Rolando Castellón (Nicaragua, 1937).
La exposición en el MADC fue por una invitación a Rolando de Ernesto Calvo que en ese momento era el director del museo. Acompañé a Rolando en la exposición que desplegaba a lo largo del espacio obras de más de tres décadas. Paralelamente a la exposición, desde TEOR/éTica teníamos con Virginia el deseo de hacer un libro sobre él. Entonces, aprovechando la exposición, TEOR/éTica se encargó de realizar la documentación fotográfica para asegurar que íbamos a tener el material para el libro, el cual se publicó dos años después.
En el bienio 2008-2009 fue becaria y se graduó del Programa de Estudios Independientes (PEI) del MACBA, Barcelona.
A inicios de 2008 me fui para hacer el Programa de Estudios Independientes (PEI) del Museo de Arte Contemporáneo De Barcelona - MACBA, pero nunca me desvincule de TEOR/éTica. De hecho, continué formalmente siendo parte del equipo durante el 2008 y 2009, años en los que viajé también a Costa Rica y Cuba. Hubo mucho intercambio con Virginia, sobre todo en términos de programación, de pensar lo que venía. La última actividad que organicé en TEOR/éTica fue en 2009, durante el verano: unas jornadas sobre edición y crítica cultural que llamamos Editadas/Inéditas y en las que invitamos a varios artistas y editores de Centroamérica que han trabajado, sobre todo, desde el formato editorial.
De 2011 a 2013 tuvo una beca de investigación en el Museo Nacional Centro de Arte Reina Sofía, de Madrid. Ha escrito numerosos textos para publicaciones como Art Journal, Artefacto, Tercer Texto, ArteContexto, Atlántica, Art Nexus, Bomb Magazine. Participa en la plataforma de investigación “Península. Procesos coloniales y prácticas artísticas y curatoriales”. Y desde 2015 es miembro de la Red Conceptualismos del Sur.
Recientemente TEOR/éTica publicó una selección de sus ensayos en el libro Crítica próxima, el primer volumen de la serie Escrituras Locales: Posiciones Críticas desde Centroamérica, el Caribe y sus Diásporas.

## Curadorías
Entre sus curadurías se cuentan: Playgrounds. Reinventar la plaza (junto a Manuel J. Borja-Villel y Teresa Velázquez), Museo Reina Sofía, Madrid, 2014; curadora adjunta y coordinadora de la 31 Bienal de Pontevedra: Utrópicos, dedicada a Centroamérica y el Caribe y dirigida por Santiago Olmo, Galicia, 2010. Junto a Virginia Pérez-Ratton realizó la curaduría de Estrecho Dudoso, evento internacional con seis exposiciones simultáneas en varios museos, instituciones y espacios públicos en San José, 2006.
Dentro de sus curadorias en TEOR/éTica se encuentran:
- Múltiple, junto a Luis Fernando Quirós, 2001.
- La Ciudad (IN) Visible, 2002.
- Do it, junto a Virginia Pérez-Ratton y Hans Urlich Obrist, 2002.
- Estrategias para un Juego, 2004.
- Echando las cartas, 2004.
- Iconofagia, junto a Virginia Pérez-Ratton, 2004.
- Distorsiones (Colección Virginia Pérez-Ratton), 2005.
- Paper Cut Monster,  junto a Virginia Pérez-Ratton, 2006

Fue curadora general de la X Bienal Centroamericana, San José y Limón, Costa Rica, 2016.